# Xả căn
Penthorum chinense là một loài thực vật có hoa trong họ Penthoraceae. Loài này được Pursh miêu tả khoa học đầu tiên năm 1814.